# Пршеров (окръг)
Окръг Пршеров (на чешки: Okres Přerov) е един от 5-те окръга на Оломоуцкия край на Чехия. Административен център е едноименният град Пршеров. Площта на окръга е 844,74 km2, а населението – 130 931 жители. В окръга има 104 населени места, от които 6 града и 3 места без право на самоуправление. Код по LAU-1 – CZ0714.

## География
В рамките на окръга граничи на запад и северозапад с окръзите Простейов и Оломоуц. Освен това граничи с окръг Нови Ичин от Моравско-силезкия край на изток и окръзите Всетин и Кромержиж на Злинския край на юг.

## Градове и население
По данни от 2017 г.:
| Град              | Население |
| ----------------- | --------- |
| Пршеров           | 43 791    |
| Хранице           | 18 352    |
| Липник над Бечвоу | 8123      |
| Коетин            | 6169      |
| Товачов           | 2483      |
| Потщат            | 1203      |

## Образование
По данни от 2003 г.:
| Вид училище                         | Брой училища |
| ----------------------------------- | ------------ |
| Детски градини                      | 85           |
| Начални училища                     | 60           |
| Гимназии                            | 5            |
| Средни училища и промишлени училища | 14           |
| Средни професионални училища        | 8            |
| Висши професионални училища         | 1            |

## Здравеопазване
По данни от 2003 г.:
| Лекари                                      | 449 |
| Болници                                     | 2   |
| Специализирани заведения за лечение и отдих | 2   |
| Зъболекари                                  | 72  |
| Аптеки                                      | 24  |

## Транспорт
През окръга преминава част от магистралите D1, D35 и D48, както и от първокласните пътища (пътища от клас I) I/35, I/47, I/48 и I/55. Пътища от клас II в окръга са II/150, II/367, II/434, II/435, II/436, II/437, II/438, II/439, II/440, II/441 и II/490.